# 神保哲生
神保 哲生（じんぼう てつお、1961年〈昭和36年〉11月10日 - ）は、日本のジャーナリスト、作家、翻訳家、起業家。日本ビデオニュース株式会社代表取締役。ネットメディア『ビデオニュース・ドットコム』代表。国際基督教大学(ICU)ラグビー部監督

## 来歴
東京生まれ。世田谷区立瀬田小学校を卒業後、神奈川県横浜市にある私立桐蔭学園中学校に入学。ラグビー部主将として活躍するも、15歳で渡米。米国ニューヨーク州郊外のプレップスクール『ストニーブルック・スクール』に編入する。1980年にニューヨーク州ニューヨーク市のコロンビア大学に入学。その後一時帰国し1985年国際基督教大学を卒業。1986年にはコロンビア大学に復学し、1987年コロンビア大学ジャーナリズム大学院で修士号を取得。
ICUではアメリカ外交史が専門の斉藤真に師事。
コロンビア大学ジャーナリズム大学院では、元CBSの名物プロデューサー（後にCBSニュース社長）のフレッド・フレンドリー教授（映画『グッドナイト&グッドラック』でジョージ・クルーニーが演じた人物）に師事。フレンドリーにはジャーナリストして強い影響を受けたと、自著『ビデオジャーナリストの挑戦』の中で書いている。
大学院修了後は、米クリスチャン・サイエンス・モニター紙やAP通信、カナダグローブ・アンド・メール紙などの記者や海外特派員を経て1995年に独立。ビデオカメラによる撮影・取材・編集という一連の作業を記者自身が行うビデオジャーナリストとしての活動を世界に先駆けて開始。国内向けではテレビ朝日『ニュースステーション』やTBS筑紫哲也のニュース23、NHK『ETV特集』など、海外では米PBS、米ABC『ナイトライン』など国内外のメディアで多数の映像レポートやドキュメンタリー作品を発表。
1996年に日本ビデオニュース株式会社を設立し代表取締役に就任。1998年、委託放送事業者免許（放送免許）を取得して、米経済ニュース専門チャンネルのCNBCと提携したCS放送『CNBCビジネスニュース』をスカイパーフェクTV上で運営する。その後、日本初のニュース専門インターネット放送局「ビデオニュース・ドットコム」を立ち上げ、現在に至る。
2010年〜2012年にはTBSラジオニュース探求ラジオDigの火曜日パーソナリティを務める。
1988年より日本外国特派員協会正会員。同会では2005年より報道企画委員長を務め、同会で開催される記者会見で頻繁に司会を務める。
日本ペンクラブ会員、日本インターネット報道協会理事兼事務局長、日本記者クラブ個人会員。
また、2005年より立命館大学産業社会学部情報メディア学科教授として、主にメディア論の実習科目を担当。立命館大学では、神保ゼミのゼミ生が運営するインターネット動画配信チャネル『VJ道場』を指導したほか、2007年から早稲田大学大学院政治学研究科ジャーナリズム専攻の客員教授を務めた。。
桐蔭学園、ICU、コロンビア大学では一貫してラグビー部に所属。本人もラグビー愛を隠さない。2025年1月からは母校でもある国際基督教大学（ICU）ラグビー部の監督を兼務している。
趣味はラグビーのほか、ガーデニング、カヌー、渓流釣り、料理、水泳、ヨガなど。

## 著書

### 単著・共著
- 『自民党につける薬、社会党につける薬』（共著 ほんの木、1993年）
- 『ビデオジャーナリストの挑戦』（ほんの木、1996年）
- 『地雷リポート』（築地書館、1997年）
- 『9・11メディアが試された日』（外岡秀俊らとの共著　本とコンピュータ、2001年）
- 『ツバル 地球温暖化に沈む国』（春秋社 2004年）
- 『ジャーナリズムの可能性』（野中章弘らとの共著　岩波書店、2005年）
- 『ビデオジャーナリズム カメラを持って世界に飛び出そう』（明石書店、2006年）
- 『アメリカの日本改造計画-マスコミが書けない「日米論」』（関岡英之らとの共著 イーストプレス、2006年）
- 『ツバル 増補版』（春秋社、2008年）
- 『民主党が約束する99の政策で日本はどう変わるのか?』（ダイヤモンド社、2009年）
- 『自由報道協会が追った3.11』（上杉隆らとの共著　扶桑社、2011年）
- 『IT時代の震災と核被害』（東浩紀らとの共著　インプレスジャパン、2011年）
- 『メディアの罠―権力に加担する新聞・テレビの深層』（高田昌幸、青木理との共著　産学社、2012年）
- 『東海村・村長の「脱原発」論』 (集英社新書、2013年)
- 『PC遠隔操作事件』（光文社、2015年）
- 『日本の新構想: 生成AI時代を生き抜く6つの英智』 (小学館新書2025年)

### 翻訳書
- ジョン・ストーバー,シェルドン・ランプトン『粉飾戦争―ブッシュ政権と幻の大量破壊兵器』（インフォバーン、2004年）
- ミッチ・ウォルツ『オルタナティブ・メディア―変革のための市民メディア入門』（大月書店、2008年）
- ポール・ロバーツ『食の終焉』（ダイヤモンド社、2012年）
- マット・タイービ『暴君誕生――私たちの民主主義が壊れるまでに起こったことのすべて』（ダイヤモンド社、2017年）
- ベス・メイシー『DOPESICK アメリカを蝕むオピオイド危機』（光文社、2020年）
- ボブ・トゥークスベリー『野球の90%はメンタル』（光文社、2022年）

### マル激本
マル激をテーマ別に収録したもの
- 『漂流するメディア政治―情報利権と新世紀の世界秩序』（春秋社、2002年）
- 『アメリカン・ディストピア―21世紀の戦争とジャーナリズム』（春秋社、2003年）
- 『ネット社会の未来像』（春秋社、2006年）
- 『天皇と日本のナショナリズム』（春秋社、2006年）
- 『中国―隣りの大国とのつきあいかた』（春秋社、2007年）
- 『教育をめぐる虚構と真実』（春秋社、2008年）
- 『格差社会という不幸』（春秋社、2009年）
- 『沖縄の真実、ヤマトの欺瞞　米軍基地と日本外交の軛』（春秋社、2010年）
- 『地震と原発　今からの危機』（春秋社、2011年）
- 『増税は誰のためか』（扶桑社、2012年）
- 『経済政策の射程と限界』(扶桑社、2013年)
- 『反グローバリゼーションとポピュリズム~「トランプ化」する世界』（光文社、2017年）
- 『暴走する検察 歪んだ正義と日本の劣化』（光文社、2020年）

## 出演

### ウェブ番組
- ビデオニュース・ドットコム（1999年 - ）『マル激トーク・オン・ディマンド』、『永田町ポリティコ』、『ディスクロージャー・アンド・ディスカバリー』、『インタビューズ』、『スペシャル・リポート』、『ニュース・コメンタリー』
- ダースレイダーx神保哲生（YouTube、2020年 - 2023年）

### テレビ
- 『朝まで生テレビ』（テレビ朝日、不定期）
- 『激論!クロスファイア』』（BS朝日、不定期）

### ラジオ
- 大竹まこと ゴールデンラジオ!（文化放送、不定期）
- ニュース探究ラジオ Dig（TBSラジオ、2010年 - 2013年火曜日レギュラー・パーソナリティ）
- 発信型ニュース番組「荻上チキ・Session」（TBSラジオ、不定期）